# كيميكو جيلمان
كيميكو جيلمان (بالإنجليزية: Kimiko Gelman)‏ هي ممثلة أمريكية، ولدت في 20 فبراير 1966 ببروكلين في الولايات المتحدة.

## أعمال

### أفلام
- (2012) مباريات الجوع

## وصلات خارجية
- كيميكو جيلمان على موقع IMDb (الإنجليزية)
- كيميكو جيلمان على موقع قاعدة بيانات الفيلم (الإنجليزية)